# بیت توازن
| ۷ بیت داده (تعداد یک ها) | ۸بیت به همراه بیت توازن | ۸بیت به همراه بیت توازن |
| ۷ بیت داده (تعداد یک ها) | زوج                     | فرد                     |
| ------------------------ | ----------------------- | ----------------------- |
| ۰۰۰۰۰۰0 (0)              | ۰۰۰۰۰۰۰۰                | ۱۰۰۰۰۰۰۰                |
| ۱۰۱۰۰۰1 (3)              | ۱۱۰۱۰۰۰۱                | ۰۱۰۱۰۰۰۱                |
| ۱۱۰۱۰۰1 (4)              | ۰۱۱۰۱۰۰۱                | ۱۱۱۰۱۰۰۱                |
| ۱۱۱۱۱۱1 (7)              | ۱۱۱۱۱۱۱۱                | ۰۱۱۱۱۱۱۱                |

بیت توازن یا بیت همزادی (به انگلیسی: Parity bit) بیتی است که برای نشان دادن زوج یا فرد بودن تعداد بیت‌هایی که ۱ می‌باشند به بیت ها اضافه می‌شود. بیت توازن در ساده‌ترین شکل برای مشخص کردن خطای کد به کار می‌رود.

## تعریف
هنگامی که از توازن زوج استفاده می‌شود، اگر تعداد یکهای ورودی زوج باشد بیت توازن صفر می‌شود و بالعکس. و هنگامی که از توازن فرد استفاده می‌شود اگر تعداد یکهای ورودی فرد باشد بیت توازن صفر می‌شود و بالعکس.

## نحوه محاسبه
- برای محاسبه بیت توازن زوج، باید حاصل XOR بیت‌های ورودی را محاسبه کرد.
- برای محاسبه بیت توازن فرد اگر تعداد بیت ها زوج باشد، باید حاصل XNOR بیت‌های ورودی را محاسبه کرد و اگر تعداد بیت ها فرد باشد باید حاصل NOTXOR بیت‌های ورودی را محاسبه کرد.

## بیت توازن چگونه کار می کند؟
از آنجا که انتقال اطلاعات از خطا مستثنی نیست، اطلاعاتی که دریافت می‌شود در طول انتقال همیشه همانطور که فرستاده می‌شود نیست. بنابراین یک بیت به عنوان بیت افزونه یا Parity به همراه اطلاعات ارسال می شود تا مشخص شود اطلاعات به درستی منتقل شده است یا خیر. یک بیت اضافه شده به همراه گروهی از بیت ها منتقل می‌شود. این بیت که گاهی check bit هم نامیده می شود فقط برای این استفاده می شود که تشخیص دهیم آیا بیت ها با موفقیت ارسال شده اند یا خیر.